# Macropodus
Macropodus is een geslacht van straalvinnige vissen uit de familie van de echte goerami's (Osphronemidae).

## Soorten
- Macropodus erythropterus Freyhof & Herder, 2002
- Macropodus hongkongensis Freyhof & Herder, 2002
- Macropodus ocellatus (de Beaufort, 1933)
- Macropodus opercularis (Linnaeus, 1758) – Paradijsvis
- Macropodus spechti Schreitmüller, 1936